# 마테코지촌
마테코지촌(万里小路村)은 후쿠오카현 야마토군에 있던 촌이다. 현재의 미야마시의 일부에 해당한다.

## 역사
- 1889년 4월 1일 - 정촌제 시행에 의해 야마토군 마테코지촌이 성립하였다.
- 1907년 1월 1일 - 도미하라촌, 짓카이촌, 미도리촌의 일부와 합병해 야마카와촌이 신설해 폐지되었다.

## 참고문헌
- 角川日本地名大辞典 40 福岡県
- 『市町村名変遷辞典』東京堂出版、1990年。